# Рондинела
Рондинела (на италиански: Rondinella) е червен винен сорт грозде, с произход района на Венето, Северна Италия, където заема площи около 3000 ха. Малки насаждения има и в Аржентина.
Лозите се отличават със силен растеж и дават високи добиви. Сортът е устойчив на болести, вредители и засушаване.
Гроздът е среден до голям, пирамидален, умерено плътен. Зърната са средни по размер, лилаво-черни, с неутрален вкус.
Гроздето не достига високи стойности на захарно съдържание, но се поддава много добре на изсушаване и поради това е важна съставна част от купажа на сладките италиански вина „Речиото“ (Recioto). Рондинела се използва основно за приготвяне на висококачествени червени купажни вина. Включва се и в състава на едни от най-известните DOC купажни вина „Валполичела“ (Valpolicella), „Гарда Коли Мантовани“ (Garda Colli Mantovani), „Амароне“ (Amarone) и „Бардолино“ (Bardolino), заедно със сортовете Корвина (Corvina) и Молинара (Molinara), които се отличават със светло рубинен цвят, лека киселинност и наситени черешови аромати.